# ベボガ!
ベボガ!は、日本の女性アイドルグループ。「あなたのハートにクリーンヒット」をテーマに掲げ、東京都内を中心にライブ活動をおこなっていた。
2014年、ベースボールガールズ (Baseball Girls)として結成。2016年7月、ベボガ!（虹のコンキスタドール黄組）（ベボガ にじのコンキスタドールきぐみ）に改名。2018年には、当グループ名となった。
同年9月、解散。

## 歴史
2014年に結成された。メンバーは野球に詳しいわけではなかったが、当時の事務所の「王道の野球アイドルにしよう」という意向により、「ベースボールガールズ」と命名された。2015年、メンバーの鹿目凛が「ぺろりん先生」名義で描くイラストによってブレイクし、その効果でグループの知名度も上がった。
2016年1月11日、クラブチッタ川崎にて「ベースボールガールズ 2nd ワンマンライブ 〜マサカリ投法時代〜」が開催された。会場のキャパシティは、その約1年前に開催された前回のワンマン・ライブと比べて、10倍近くの大きさとなった。約800人の観客を前に、「勝利の女神」や「この恋、弾丸ライナー」など、計19曲を披露した。
同年4月10日、Twitterの公式アカウントで活動休止が発表された。「前プロデューサーの業務上横領および窃盗に関する刑事事件の手続きが始まり、これにより現段階でのグループの活動継続が困難である」と判断されたためだという。5月19日に所属事務所を離れ、5月28日、秋葉原モエファーレにて復活記念ライブが開催された。同ステージでは、「ベースボールガールズ 2nd ワンマンライブ 〜マサカリ投法時代〜」の模様を収めたDVDのリリースが発表された。
同年5月14日、虹のコンキスタドールは、赤組・青組に加えて黄組を発足させることを発表。7月2日、「アイドル横丁夏まつり!!〜2016〜」にて、ベボガのメンバーが「虹のコンキスタドール黄組」として登場。ピクシブプロダクションに所属したことが発表された。
11月、水沢心愛が白泉社「YAグラ姫2017」ファイナリストに選出。2017年1月にDMM.yell賞を受賞。2月7日、DMMにて授賞式が行われた。
2017年1月9日、クラブチッタ川崎にて現体制としての1stワンマンライブ「ベボガガ!〜エピソード2〜」が開催された。ライブでは2ndシングルカップリング曲「純情NAMIDAカタルシス」を初披露した。
同年1月21日に開幕したアイドル対抗フットサルリーグ『バロンiドール杯』に参加。
5月6日、武道館アイドル博2017（東京・日本武道館）に出演。
8月13日、台湾Jack's Studio（杰克音樂）にてワンマンライブ「今年も最高の夏にしような! in 台湾」を開催
8月19日に大阪バナナホール、8月20日に渋谷DUOにてワンマンライブ「今年も最高の夏にしような!」を開催 新曲である「B.U.S.U〜ぶす〜」を初披露。ベボガ!（虹のコンキスタドール黄組）から鹿目凛、水沢心愛、虹のコンキスタドールから的場華鈴、根本凪、片岡未優、清水理子から構成される合同グループ虹のコンキスタドール（虹組）を初披露
2017年12月1日「DEARSTAGE SHOWCASE 2017 WINTER」にて、翌年1月1日よりディアステージ所属となることが発表された。ピクシブプロダクション・アイドル部門が「虹コン事業部」としてディアステージに合流する形となり、虹のコンキスタドール総合プロデューサーの永田寛哲もディアステージの取締役に就任する。
2018年1月6日、東京・WWW Xで行われたワンマンライブ「新年初めんごっ!!〜2018年もいろいろあるのです〜」にて、グループ名を「ベボガ!」に改め、4月11日に日本コロムビアよりメジャーデビューシングルをリリースすることが発表された。
5月1日、樋口彩の活動辞退が発表され、以後5人体制で活動を継続。
7月29日､ベボガ公式サイトにて､｢ベボガ！ラストライブ ～最後のカッキーン！～｣として､2018年9月23日川崎CLUB CITTA’でのライブを最後に解散する事を発表した｡
9月23日、上記のライブをもって活動終了、解散。

## メンバー

### 最終メンバー
| 氏名        | よみ            | 生年月日（年齢）       | 出身地 | 血液型 | ニックネーム | カラー   | 備考                                                      |
| ----------- | --------------- | ---------------------- | ------ | ------ | ------------ | -------- | --------------------------------------------------------- |
| 水沢 心愛   | みずさわ ここあ | 1998年1月29日（27歳）  | 東京都 | B型    | ここたん     | 赤       | 虹のコンキスタドール虹組                                  |
| 葉月 梨花   | はづき りか     | 1997年12月12日（27歳） | 埼玉県 | B型    | りかんぬ     | ピンク   |                                                           |
| 三浜 ありさ | みはま ありさ   | 1999年9月5日（25歳）   | 茨城県 | AB型   | ありり       | オレンジ | 2020年〜さよならステイチューン                            |
| 水戸 しのぶ | みと しのぶ     | 1997年7月26日（27歳）  | 東京都 | A型    | 水戸ちゃん   | 紫       |                                                           |
| 鹿目 凛     | かなめ りん     | 1996年9月21日（28歳）  | 埼玉県 | A型    | ぺろりん     | 黄色     | 虹のコンキスタドール虹組 2017年12月30日～でんぱ組.inc兼任 |

### 旧メンバー
| 氏名    | よみ        | 生年月日       | 出身地   | 血液型 | ニックネーム | カラー | 備考                                                   |
| ------- | ----------- | -------------- | -------- | ------ | ------------ | ------ | ------------------------------------------------------ |
| 樋口 彩 | ひぐち あや | 1997年11月23日 | 神奈川県 | A型    | あやぱむ     | 青     | 2014年12月21日加入、2018年5月1日活動辞退、現永野いち夏 |

## ファン
ベボガ!のファンの内、男性はベボボ、女性はベボ女と呼ばれる。
また、水戸しのぶの推しは「紫さん」、鹿目凛の推しは「ぺろりすと」、水沢心愛の推しは「ここったー」、三浜ありさの推しは「ありんこ隊」、葉月梨花の推しは「ぬすっと」と呼ばれる。

## ディスコグラフィー

### シングル
| #                               | 発売日                       | 収録曲                       | 備考 | オリコン順位                 | 販売形態                      |
| インディーズ （XIV MUSIQUE）    | インディーズ （XIV MUSIQUE） | インディーズ （XIV MUSIQUE） | インディーズ （XIV MUSIQUE）                                                                                      | インディーズ （XIV MUSIQUE） | インディーズ （XIV MUSIQUE）  |
| ------------------------------- | ---------------------------- | ---------------------------- | --- | ---------------------------- | ----------------------------- |
| 1                               | 2015年1月31日                | 同じ夢を見て                 | ライブ会場での限定販売                                                                                            | -                            | CD                            |
| 1                               | 2015年1月31日                | CHANCE                       | ライブ会場での限定販売                                                                                            | -                            | CD                            |
| 2                               | 2015年3月8日                 | リアルな獣を呼び覚ませ       | ライブ会場での限定販売                                                                                            | -                            | CD                            |
| 2                               | 2015年3月8日                 | 手の鳴る方へ                 | ライブ会場での限定販売                                                                                            | -                            | CD                            |
| 3                               | 2015年6月14日                | ふいうちのLovely Kiss        | ライブ会場での限定販売                                                                                            | -                            | CD                            |
| 3                               | 2015年6月14日                | この恋、弾丸ライナー         | ライブ会場での限定販売                                                                                            | -                            | CD                            |
| インディーズ （FIVEZERO）       |                              |                              | |                              |                               |
| 4                               | 2016年1月11日                | 勝利の女神                   | ライブ会場での限定販売                                                                                            | -                            | CD                            |
| 4                               | 2016年1月11日                | ヒーローインタビュー         | ライブ会場での限定販売                                                                                            | -                            | CD                            |
| インディーズ （Master Records） |                              |                              | |                              |                               |
| 5                               | 2016年10月18日               | かちとばせ!栄光のレインボー  | ベボガ！(虹のコンキスタドール黄組)として、新体制となり記念すべき1stシングル                                       | 15位                         | CD（通常盤）/CD+DVD（限定盤） |
| 5                               | 2016年10月18日               | エピソード2U                 | ベボガ！(虹のコンキスタドール黄組)として、新体制となり記念すべき1stシングル                                       | 15位                         | CD（通常盤）/CD+DVD（限定盤） |
| 6                               | 2017年2月7日                 | ドラマよりもドラマティック   | ドラマよりもドラマティック：「アイドリアル〜アイドルの今を切り取る〜」（フジテレビ）の17年1月期エンディングテーマ | 9位                          | CD（通常盤）/CD+DVD（限定盤） |
| 6                               | 2017年2月7日                 | 純情NAMIDAカタルシス         | ドラマよりもドラマティック：「アイドリアル〜アイドルの今を切り取る〜」（フジテレビ）の17年1月期エンディングテーマ | 9位                          | CD（通常盤）/CD+DVD（限定盤） |
| 7                               | 2017年8月22日                | 4文字メロディー              | 37社ものスポンサーがついた「コマーシャルMV」                                                                      | 11位                         | CD（通常盤）/CD+DVD（限定盤） |
| 7                               | 2017年8月22日                | 恋のボーダーライン           | 37社ものスポンサーがついた「コマーシャルMV」                                                                      | 11位                         | CD（通常盤）/CD+DVD（限定盤） |
| メジャー (日本コロムビア)       |                              |                              | |                              |                               |
| 8                               | 2018年4月11日                | Be！                         | メジャーデビュー1stシングル                                                                                       | 11位                         | CD（通常盤）/CD+DVD（限定盤） |
| 8                               | 2018年4月11日                | スーパー☆スター              | メジャーデビュー1stシングル                                                                                       | 11位                         | CD（通常盤）/CD+DVD（限定盤） |
| 9                               | 2018年8月29日                | ビマベ！                     | メジャー2ndシングル、ラストシングル                                                                               | 10位                         | CD（通常盤）/CD+DVD（限定盤） |
| 9                               | 2018年8月29日                | 夏の永遠ガール               | メジャー2ndシングル、ラストシングル                                                                               | 10位                         | CD（通常盤）/CD+DVD（限定盤） |

### アルバム
| #                                | 発売日                       | タイトル                     | 収録曲                                            | 備考                         | オリコン順位                 | 販売形態                        |
| インディーズ （XIV MUSIQUE）     | インディーズ （XIV MUSIQUE） | インディーズ （XIV MUSIQUE） | インディーズ （XIV MUSIQUE）                      | インディーズ （XIV MUSIQUE） | インディーズ （XIV MUSIQUE） | インディーズ （XIV MUSIQUE）    |
| -------------------------------- | ---------------------------- | ---------------------------- | ------------------------------------------------- | ---------------------------- | ---------------------------- | ------------------------------- |
| 1                                | 2016年1月11日                | 全曲入魂                     | この恋、弾丸ライナー                              | ライブ会場での限定販売       | -                            | CD                              |
| 1                                | 2016年1月11日                | 全曲入魂                     | ふいうちのLovely Kiss                             | ライブ会場での限定販売       | -                            | CD                              |
| 1                                | 2016年1月11日                | 全曲入魂                     | CHANCE                                            | ライブ会場での限定販売       | -                            | CD                              |
| 1                                | 2016年1月11日                | 全曲入魂                     | リアルな獣を呼び覚ませ                            | ライブ会場での限定販売       | -                            | CD                              |
| 1                                | 2016年1月11日                | 全曲入魂                     | 手の鳴る方へ                                      | ライブ会場での限定販売       | -                            | CD                              |
| 1                                | 2016年1月11日                | 全曲入魂                     | 同じ夢を見て                                      | ライブ会場での限定販売       | -                            | CD                              |
| インディーズ （Mastard Records） |                              |                              |                                                   |                              |                              |                                 |
| 2                                | 2017年12月19日               | BBG!                         | OVERTURE                                          | -                            | 27位                         | CD (通常版)/CD+DVD (初回限定版) |
| 2                                | 2017年12月19日               | BBG!                         | かちとばせ!栄光のレインボー                       | -                            | 27位                         | CD (通常版)/CD+DVD (初回限定版) |
| 2                                | 2017年12月19日               | BBG!                         | 4文字メロディー                                   | -                            | 27位                         | CD (通常版)/CD+DVD (初回限定版) |
| 2                                | 2017年12月19日               | BBG!                         | 純情NAMIDAカタルシス                              | -                            | 27位                         | CD (通常版)/CD+DVD (初回限定版) |
| 2                                | 2017年12月19日               | BBG!                         | ドラマよりもドラマティック                        | -                            | 27位                         | CD (通常版)/CD+DVD (初回限定版) |
| 2                                | 2017年12月19日               | BBG!                         | めんごっ!!〜イブは色々あるのです〜                | -                            | 27位                         | CD (通常版)/CD+DVD (初回限定版) |
| 2                                | 2017年12月19日               | BBG!                         | 恋のボーダーライン                                | -                            | 27位                         | CD (通常版)/CD+DVD (初回限定版) |
| 2                                | 2017年12月19日               | BBG!                         | アカネスカイ                                      | -                            | 27位                         | CD (通常版)/CD+DVD (初回限定版) |
| 2                                | 2017年12月19日               | BBG!                         | B.U.S.U -ぶす-                                    | -                            | 27位                         | CD (通常版)/CD+DVD (初回限定版) |
| 2                                | 2017年12月19日               | BBG!                         | エピソード2U                                      | -                            | 27位                         | CD (通常版)/CD+DVD (初回限定版) |
| 2                                | 2017年12月19日               | BBG!                         | この恋、弾丸ライナー                              | -                            | 27位                         | CD (通常版)/CD+DVD (初回限定版) |
| 2                                | 2017年12月19日               | BBG!                         | 集え!フロンティアーナ（虹のコンキスタドール虹組） | -                            | 27位                         | CD (通常版)/CD+DVD (初回限定版) |

### DVD
| #            | 発売日        | 収録曲                                      | 備考 | 発売日順位   | 販売形態     |
| インディーズ | インディーズ  | インディーズ                                | インディーズ | インディーズ | インディーズ |
| ------------ | ------------- | ------------------------------------------- | --- | ------------ | ------------ |
| 1            | 2016年1月11日 | Baseball Girls 1st One-man Live             | 2015年1月31日に開催された、1stワンマン＆水沢心愛聖誕祭映像を収録 映像特典として、メンバーソロステージを収録したDVD（100枚限定、AREA PROMOTION） | -            | DVD          |
| 2            | 2016年7月20日 | 2ndワンマンライブ 〜マサカリ投法時代〜      | 2016年1月11日CLUB CITTA'にて開催された、2ndワンマンを収録 ボーナス映像として、バックステージ映像等を収録したDVD（Mastard Records）              | -            | DVD          |
| 3            | 2017年5月17日 | 1stワンマンLIVE『ベボガガ!〜エピソード2〜』 | 2017年1月9日CLUB CITTA'にて開催された、現体制での1stワンマンを収録したDVD（Mastard Records）                                                    | -            | DVD          |

## 出演

### 雑誌
- 「ヤングアニマル」（白泉社）2016年22号（11月11日発売）-表紙（水沢のみ）[21]